# أحمد بوقرة
العقيد أحمد بوقرة وما يعرف بسي امحمد (2 ديسمبر 1928 - 5 مايو 1959)، هو مناضل جزائري ومجاهد برتبة عقيد، حل محل العقيد أوعمران ثم سي صادق على رأس الولاية الرابعة لجيش التحرير الوطني من 1958 حتي 5 مايو 1959، قُتل أثناء الحرب الجزائرية.

## نشأته وحياته
ولد أحمد بوقرة المدعو «سي أمحمد» خميس مليانة (ولاية عين الدفلى حاليا) في 20 ديسمبر 1928، من عائلة محافظة متوسطة الحال انتقلت من القبائل الصغرى شمال سطيف قرية تيتاست دائرة ڨنزات تابع تعليمه الابتدائي بالمدرسة الفرنسية وحفظ القرآن الكريم ومبادئ الدين الإسلامي، شارك في مظاهرات 8 مايو 1945 وألقي عليه القبض على إثرها من طرف السلطات الفرنسية بعد إطلاق سراحه رحل إلى تونس للدراسة بجامع الزيتونة سنة 1946.
تعلّم حرفة التلحيم الكهربائي واشتغل بمعمل صنع الأنابيب وشركة السكك الحديدية بخميس مليانة، كما عمل كمموِّن في مركز التكوين المهني في كل من البليدة والجزائر العاصمة.
انضم سنة 1947 إلى صفوف المنظمة الخاصة. تقلد مهمات مختلفة ،من المسؤول السياسي ومكلفا بالاتصال والتنسيق مع نظام الثورة بالجزائر العاصمة ثم قيادة الولاية الرابعة (الونشريس) سنة 1957، خاض الكثير من المعارك بجبال" زكار" و"عمرونة "و "ثنية الحد" و"الونشريس"، وبعد سنوات من الكفاح والنضال يوم 05 مايو 1959 قُتل بالمعركة بناحية أولاد بوعشرة بولاية المدية.
تقلد مهمات مختلفة بدأ من المسؤول السياسي ومكلفا بالاتصال والتنسيق مع نظام الثورة بالجزائر العاصمة ثم قيادة الولاية الرابعة (الونشريس) سنة 1957 ،خاض الكثير من المعارك بجبال" زكار" و"عمرونة "و "اثنية الحد" و"الونشريس"، وبعد سنوات من الكفاح والنضال يوم 5 مايو 1959 قتل بالمعركة بناحية أولاد بوعشرةة بولاية المدية.

## نشاطه السياسي
وجد في الكشافة الإسلامية الجزائرية المهد الذي يبدأ من خلاله نشاطه الوطني فانضمّ إليها وعمره 16 سنة، انخرط في صفوف حزب الشعب سنة 1946 ثم بحركة الانتصار للحريات الديمقراطية، اعتقل من قبل السلطات الفرنسية مرتين: الأولى خلال نشاطه في مجازر 8 مايو 1945 والثانية سنة 1950. واصل نضاله سريا مدركا بحسه الوطني أن الثورة المسلحة هي السبيل الوحيد الذي يمكِّن الشعب من حريته فانطلق ينظم المقاومة في جبال عمرونة وثنية الحد ومناطق أخرى، وعندما كشفت السلطات الاستعمارية تصاعد نبض اوعي السياسي بالناحية راحت تجند أعوانها للقبض علي بوقرة حكما غيابيا بالإعدام، وبعد تحريات دقيقة لأجهزة الاستخبارات الفرنسية توصلت إلى القبض عليه وسجنه ليقضي في ظلمات الزنزانة حوالي ثلاث سنوات وذلك خلال الفترة الممتدة ما بين 1950 حتي 1953.

## نشاطه أثناء الثورة
بدأ الكفاح المسلح في نوفمبر 1954 أثمر استقطاب النضال الثوري تزايد أعداد المجندين في أوساط أرياف نواحي المنطقة الرابعة وتصاعدت الضربات الموجعة لتحصينات الإستعمار الفرنسي بهذه المنطقة من خلال تنظيم جيش التحرير الوطني بحيث كثف من نشاطه العسكري ميدانيا ليخوض معارك وهجومات متعددة ضد قوات الاستعمار، أبلى فيها البلاء الحسن نظرا لما كان يتحلى به من شجاعة وإقدام.

## مناصب ومشاركات عسكرية
منذ انطلاق الشرارة الأولى لثورة أول نوفمبر تقلّد مهمَّات مختلفة حيث رقي إلى رتبة مساعد سياسي سنة 1955 ثم كلّف بمهمة الاتصال بين العاصمة وما يحيط بها، شارك في العديد من المعارك التي كانت الولاية الرابعة ساحة لها وذلك في كل من (بوزقزة، ساكامودي، وادي المالح ووادي الفضّة) وغيرها من المناطق الشاهدة على ما كان يفعله ورفقائه. واعترافا من المسؤولين بهذا النشاط رقيّ سي أمحمد إلى رتبة رائد وهذا ما أهَّله لأن يحضر مؤتمر الصومام المنعقد في 20 أوت 1956 الذي كان فيه «سي أمحمد بوقرة» واحدا من الفاعلين الحقيقيين في صنع أحداثه وتحديد وتوجيه مسار التنظيم السياسي والعسكري للثورة عبر التراب الوطني، كما شرفه المؤتمر ليكون قائدا سياسيا وعضوا فاعلا ضمن مجلس الولاية الرابعة. لم يكن سي محمد رجلا عسكريا فحسب بل كان لشخصيته بعدا اجتماعيا تمثل في النشاط الذي كان يقوم به من أجل تحقيق التلاحم بين المناضلين القادمين من الأرياف والمدن رقي سنة 1958 إلى رتبة عقيد قائدا للولاية الرابعة

## استشهاده
استشهد سي امحمد بوقرة في 5 من شهر مايو سنة 1959، بجبال أولاد بوعشرة جنوب غرب المدية، بعد وقوعه مع مجموعة من جنوده في اشتباك غير متكافئ مع القوات الفرنسية حينما كان عائدا من أولاد بوعشرة إلى مركز قيادته البعيد مسيرة ساعتين بالقرب من بوغار على حافة الجبل المواجه لواد الشلف، حيث أخبر عند اقترابه من المركز بأن تحركات واسعة وكبيرة للعدو منذ صباح 4 مايو في المراكز المجاورة وخاصة بثكنة بوغار وعند ذلك اتضح لديه أن التمشيط سيرتكز خاصة في الناحية التي يقع فيها مركز قيادته، فقرر الرجوع إلى المكان بأولاد بوعشرة، وهو مكان تمركز الكتيبة الزبيرية التي زارها فيما سبق للاطمئنان على أحوالها بعد مشاركتها في مواجهة القوات الاستعمارية التي كانت تنفذ ما سمي آنذاك» مخطط شال«والخطة المتفرعة عن هذا المخطط والعروفة بعملية» التاج« « La Couronne ». والتي خصصها العدو الفرنسي للولاية الخامسة وجزء من الولاية الرابعة، وكان في تقدير أنه سيجد بعض جنود الاتصال غادروا الموقع بمجرد شعورهم باقتراب قوات التمشيط فانحاز بأصحابه إلى مكان اختفوا فيه من قوات العدو التي كانت بأعداد ضخمة، ولكن فرقة من الجنود اكتشفوا مكانه في حدود الساعة العاشرة صباحا من الخامس مايو 1959 واشتبك بوقرة وأصحابه بقوات العدو ووقعت المواجهة في معركة غير متكافئة على مرآى ومسمع من الكتيبة يخططون ويحضرون لكمين، وفي ذلك كان قادة الكتيبة يخططون ويحضرون لكمين في الطريق الذي توقعوا أن يعود منه أفراد العدو، وقد أسفر الاشتباك عن سقوط بوقرة ورفقائه شهداء، بعد ذلك شرعت قوات العدو في الانسحاب نحو البرواقية، فوقعت في الكمين الذي أحكمت تخطيطه قيادة الكتيبة الزبيرية، وقد أسفر الكمين عن مقتل عدد كبير من جنود الاستعمار نحو 80 جندي وغنم 14 قطعة سلاح متنوعة، وعند عودة الكتيبة الزبيرية إلى منطقة أولاد بوعشرة عرفت بأن العقيد قد سقط في ذلك اليوم، حيث نال الشهادة بقمم الجبال الشامخة، شموخ أولئك الرجال المخلصين الذين وهبوا أنفسهم فداء لتحرير الجزائر.[بحاجة لمصدر]